# Frederik Trampe
Frederik Christopher, greve af Trampe (19. juni 1779 – 18. juli 1832) var en dansk-norsk greve og politiker.

## Familie
Frederik Christopher Trampes forældre var Adam Frederik, greve af Trampe og Getrud (født Hoffmand de Poulson). Frederiks far tilhørte en oprindelig pommersk adelfamilie, hvis adelsstatus var blevet overført til Danmarkog Norge. Frederik var gift tre gange, og han fik adskilige børn, inklusive Adam Frederik Johan Poulson, greve af Trampe, en af de sidste norske grever.

## Uddannelse og beskæftigelse
Han blev født i 1779. I 1794 begyndte han på Københavns Universitet, og i 1798 blev han færdig som cand.jur. Han blev dommerfuldmægtig i 1800, inden han gjorde en kort mililtær karriere i Hæren. Han tjente som guvernør af den, på dette tidspunkt, danske provins Island. I 1810 kom han til Norge som det første medlem af sin familie, og blev amtmand i Søndre Trondhjems amt (nu Sør-Trøndelag). Han beholdt dette embede frem til sin død i 1832.
I Trondhjem var han medlem af Det Kongelige Norske Videnskabers Selskab, hvor han tjente som præses i 1832 umiddelbart før sin død. Han blev gjort til Ridder af Dannebrog i 1811, ridder af Nordstjerneordenen i 1818, og efterfølgende kommandør af Nordstjerneordenen i 1825.